# Hawaiʻi State Route 19
Die Hawaiʻi State Route 19 ist eine Straßenverbindung im Norden der Insel Hawaiʻi im gleichnamigen US-Bundesstaat. Sie stellt den nördlichen Teil der Hawaiʻi Belt Road dar.

## Verlauf

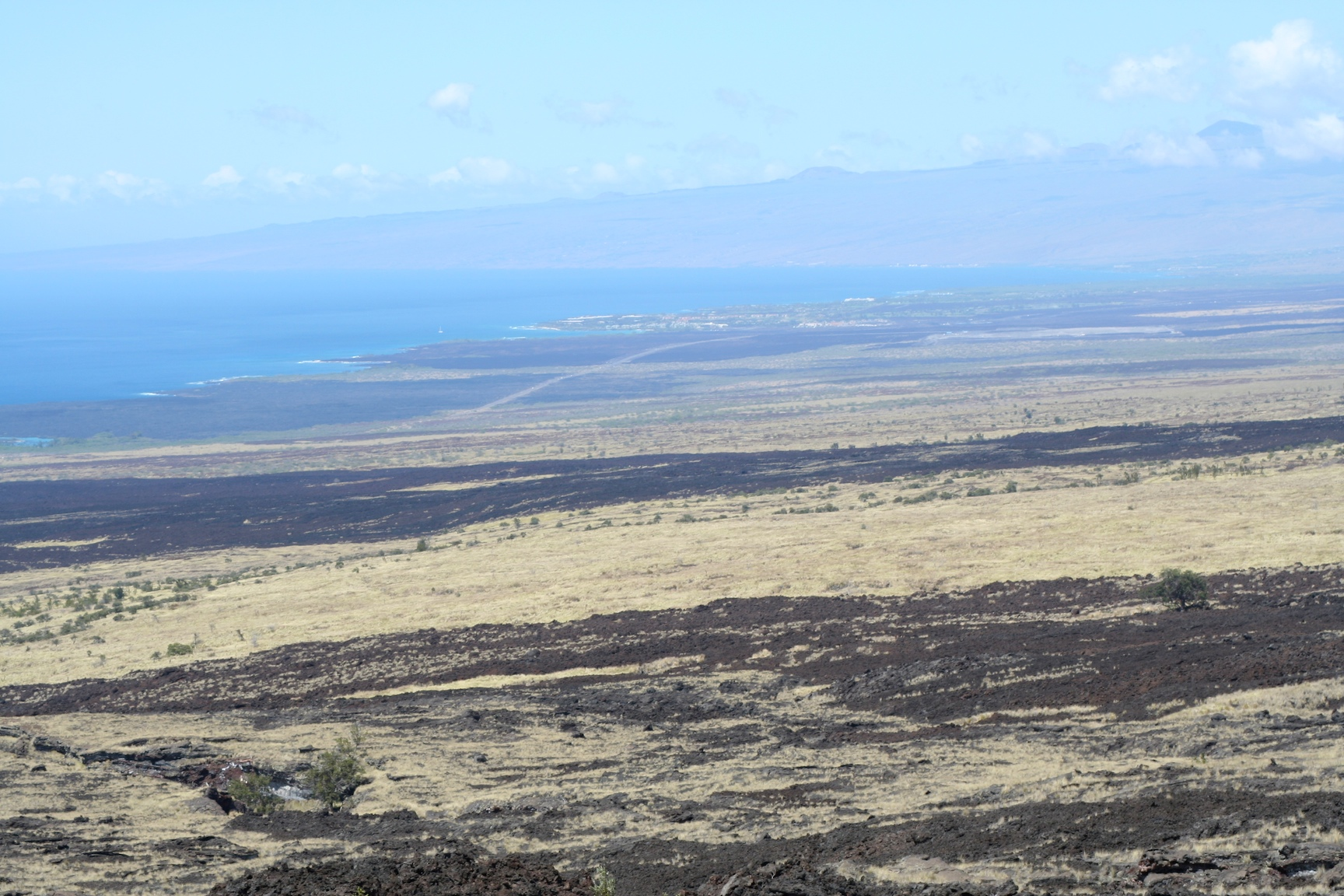
State Route 19 (im Hintergrund) durchquert ein Lavafeld nördlich Kailua-Kona

Der Beginn der Straße befindet sich in einem Industriegelände am östlichen Stadtrand von Hilo an der Kreuzung mit der hier Silva Street genannten State Route 1970 und der Kūhiō Street; die hier Kalanianaʻole Avenue genannte Straße setzt sich nach Osten als County Road 137 durch die Ortsteile Keaukaha und Leleiwi fort.
Schon nach weniger als einer Meile trifft die Straße auf das westliche Ende der State Route 1970 und nur wenige Meter darauf an der Kreuzung mit dem Banyan Drive und der Kanoelehua Avenue auf die State Route 11, welche den südlichen Teil der Hawaiʻi Belt Route bildet. Im Stadtgebiet von Hilo, den die State Route 19 als Kamehameha Avenue und als Bayfront Avenue küstennah durchquert, geht die Saddle Road genannte State Route 200 in südwestlicher Richtung ab.
Die Strecke verläuft entlang der Hilo Bay und der Hamākuā Coast in nördlicher, später nordwestlicher Richtung und durchquert die Ortschaften Pāpaʻikou, Pepeʻekeo, Hakalau, Ninole, Welokā, Pāpaʻaloa, Laupāhoehoe und ʻOʻōkala. Die folgende Brücke über den Kaula Gulch ist der Übergang in den Hamākuā District, in welchem sich die Ortschaften Kūkaʻiau und Paʻauilo an der Straße entlangziehen. Am Ortsrand von Honokaʻa biegt die Strecke in westlicher Richtung ins Innere der Insel ab, die State Route 240 führt weiter nach Kukuihaele und zum Waipiʻo Valley.
Die State Route 19 führt zwischen den Massiven der Kohala Mountains im Nordwesten und dem Mauna Kea im Südosten nach Waimea – wo die State Route 190 in südlicher Richtung abgeht – und nach Waiʻaka, wo die State Route 250 in nordwestlicher Richtung entlang der Kohala Mountains abzweigt. Nahe Kawaihae trifft die Straße wieder auf die Küste, in nördlicher Richtung geht die State Route 270 ab. Dem Küstenverlauf grob folgend verläuft die Strecke nach Süden in Richtung Kailua-Kona, Ortschaften werden nicht berührt, doch bietet die Straße den Hauptzugang zum Kona International Airport wenige Kilometer nördlich der Stadt.
Der westliche Terminal der State Route 19 befindet sich an der Kreuzung des Queen Kaʻahumanu Highway mit der hier als Palani Road bezeichneten State Route 190; der Queen Kaʻahumanu Highway setzt sich unter der Bezeichnung Hawaiʻi Belt Road als State Route 11 nach Süden fort.
In ihrem 100 Meilen (161 Kilometer) langen Verlauf trägt die Straße folgende Bezeichnungen:
- Kalanianaʻole Avenue (in Hilo)
- Kamehameha Avenue (in Hilo)
- Bayfront Highway (in Hilo)
- Hawaiʻi Belt Road / Māmalahoa Highway (Hilo bis Waimea)
- Kawaihae Road (Waimea bis Kawaihae)
- Queen Kaʻahumanu Highway (Kawaihae bis Kailua-Kona)